# Dawson County (Nebraska)
Dawson County is een county in de Amerikaanse staat Nebraska.
De county heeft een landoppervlakte van 2.623 km² en telt 24.365 inwoners (volkstelling 2000). De hoofdplaats is Lexington.

## Bevolkingsontwikkeling

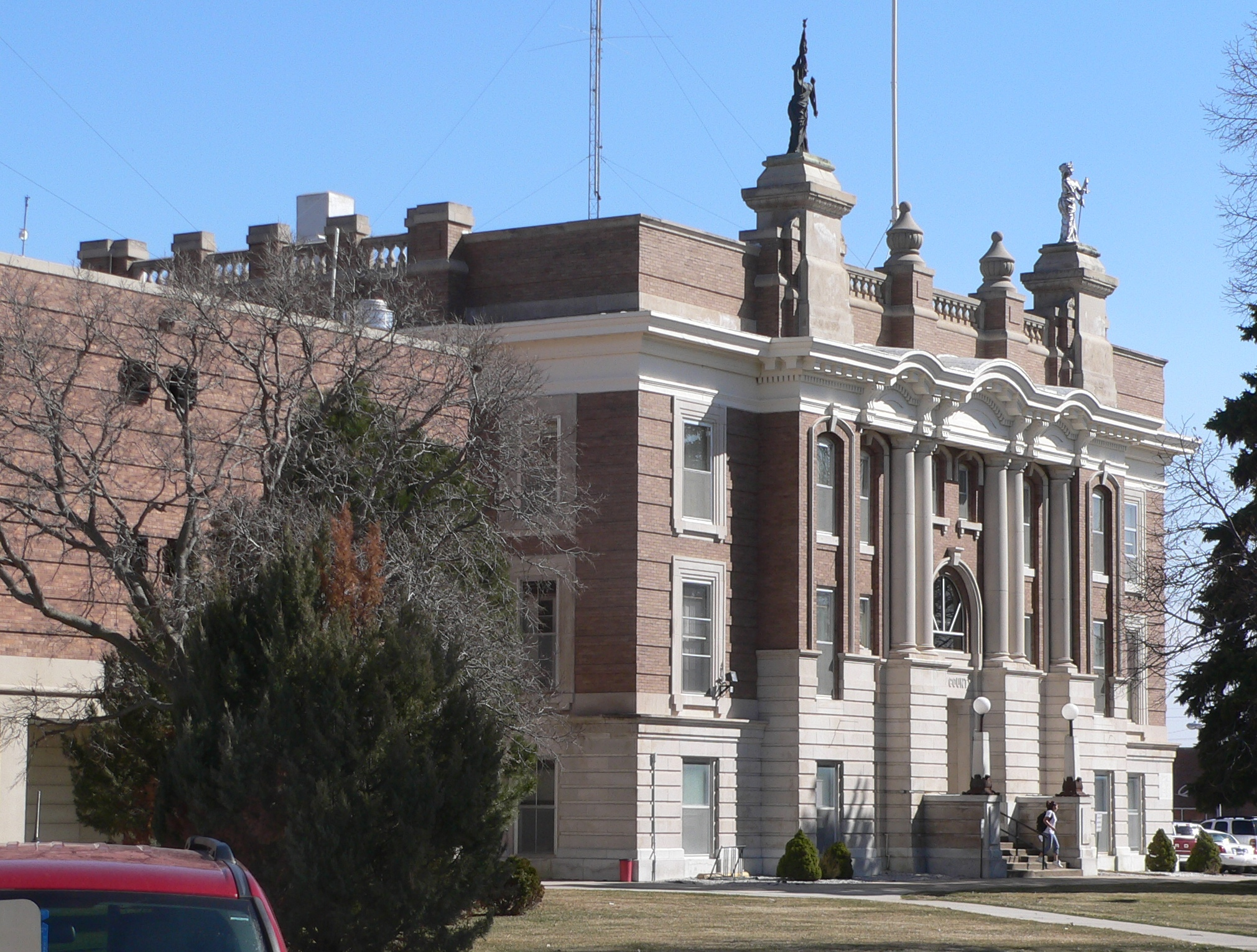
Dawson County Courthouse